# Lactobacillus nagelii
Lactobacillus nagelii è una specie di batterio appartenente alla famiglia delle Lactobacillaceae.